# Лагошевци
Ла̀гошевци е село в Северозападна България. То се намира в община Димово, област Видин.

## История
Според османски документи, през ХVІІІ век жителите на Лагошевци водят съдебни дела срещу няколко мюсюлмани от Арчар, които заграбили общоселската мера̀, служила дотогава за пасище на селския добитък и за водопой. От жалба от 1773 година става ясно, че селяните били спечелили две съдебни дела, получили и султански ферман, но нарушителите продължават да владеят пасищата на Лагошевци, които превърнали в орна земя.
По време на колективизацията в селото е създадено Трудово кооперативно земеделско стопанство „Ленин“ по името на съветския диктатор Владимир Ленин. По това време 2 семейства (10 души) от селото са принудително изселени от комунистическия режим.

## Население
Преброяване на населението през 2011 г.
Численост и дял на етническите групи според преброяването на населението през 2011 г.:
|                     | Численост | Дял (в %) |
| Общо                | 60        | 100,00    |
| Българи             | 58        | 93,54     |
| Турци               | 0         | 0,00      |
| Цигани              | 0         | 0,00      |
| Други               | 0         | 0,00      |
| Не се самоопределят | 0         | 0,00      |
| Неотговорили        | 0         | 0,00      |

## Културни и природни забележителности
Липовините, Джидивец(Жидовец)

## Редовни събития
Всяка година на 24 май се провежда събор.
Всяка година на 14-15 юни се прави курбан.

## Други
В настоящо време бившето училище се преустроява на почивна станция.